# ジョアン・アーノルド
ジョアン・アーノルド（Joanne Arnold、1931年4月1日 - ）はアメリカ合衆国の女優・モデル。PLAYBOY誌1954年5月号のプレイメイトである。また同誌の1954年3月号と1955年8月号の表紙も飾っている。

## 出演映画
- 1951年：『タルファ駐屯兵 (Ten Tall Men)』 （クレジットされず）… Lady in Waiting
- 1952年：『Just This Once』 （クレジットされず）…Eleanor
- 1952年：『You for Me』 （クレジットされず）…Nurse
- 1952年：『Stop, You're Killing Me』 （クレジットされず）…Party Girl
- 1953年：『I Love Melvin』（クレジットされず）… Chorine
- 1953年：『底抜けやぶれかぶれ (The Caddy)』 （クレジットされず）…Bathing Beauty
- 1953年：『Marry Me Again』… W.A.C.
- 1954年：『Girl Gang』…June
- 1954年：『熱砂の女盗賊 (The Adventures of Hajji Baba)』 （Joann Arnold名義）…Susu
- 1955年：『四十人の女盗賊 (Son of Sinbad)』 （クレジットされず）…Raider